# Castillo de Locubín
Castillo de Locubín er en by og kommune i det sydlige Spanien i provinsen Jaén. Den har et indbyggertal på 3.840 (2024) indbyggere.